# シバツトガ
シバツトガ（芝苞蛾、学名 : Parapediasia teterrellus）は、鱗翅目ツトガ科ツトガ亜科に属する昆虫の一種。幼虫は芝を食草とする。帰化昆虫であり、1964年兵庫県三田市千刈ゴルフ場に、アメリカジョージア州から芝と共に入った。